# Lutterquelle
Koordinaten: 52° 14′ 9,5″ N, 10° 48′ 27,2″ O
Die Lutterquelle oder Lutterspring ist eine große Karstquelle in Niedersachsen auf der Hochfläche des Elm. Ihr entspringt die Lutter, die später in die Schunter mündet. Die Quelle befindet sich in einem Tal an der Landstraße 290 bei Königslutter im Landkreis Helmstedt.

## Daten
Die Lutterquellen haben eine tägliche Schüttung von durchschnittlich 230 l in der Sekunde (20.000 m³ pro Tag) und gehören somit neben der Rhumequelle zu den stärksten Quellen Norddeutschlands.

## Die Lutterquellen
Die Lutterquellen bestehen aus insgesamt sieben Quellen, darunter die in ein Quellhaus gefasste Hauptquelle. Des Weiteren sind mehrere Quelltöpfe in naturnahem Zustand zu beobachten. Die zwei größten davon finden auf dem Erlebnispfad besondere Beachtung.

### Abt-Fabricius-Quelle
Die Abt-Fabricius-Quelle ist die Hauptquelle der Lutter. Es handelt sich um eine Überfall- oder Sturzquelle, bei der das Wasser in steilem Gelände aus Gesteinsspalten austritt. Benannt wurde sie nach dem in Königslutter bestatten Abt Johann Fabricius (1644–1729). Sie wurde von ihm 1708 im Barock-Stil in ein Quellhaus aus Elmkalksteinen gefasst. Das Niederschlagswasser tritt nach dem Passieren des wasserdurchlässigen Elm-Kalkgesteins hier am Elmrand in Form der Lutter in großer Menge wieder aus. Seit 1910 beziehen die Einwohner der Stadt Königslutter ihr Trinkwasser direkt vom Lutterspring. Heute ist die Quelle als Kulturdenkmal geschützt. Ein Relief an dem Bauwerk zeigt einen griechischen Flussgott, den Namen des Herzogs Anton Ulrich von Braunschweig-Wolfenbüttel und einen lateinischen Spruch: „Ex fonte bibens fontem corona“ („Kröne die Quelle, indem du aus der Quelle trinkst“).

### Weitere Quellen

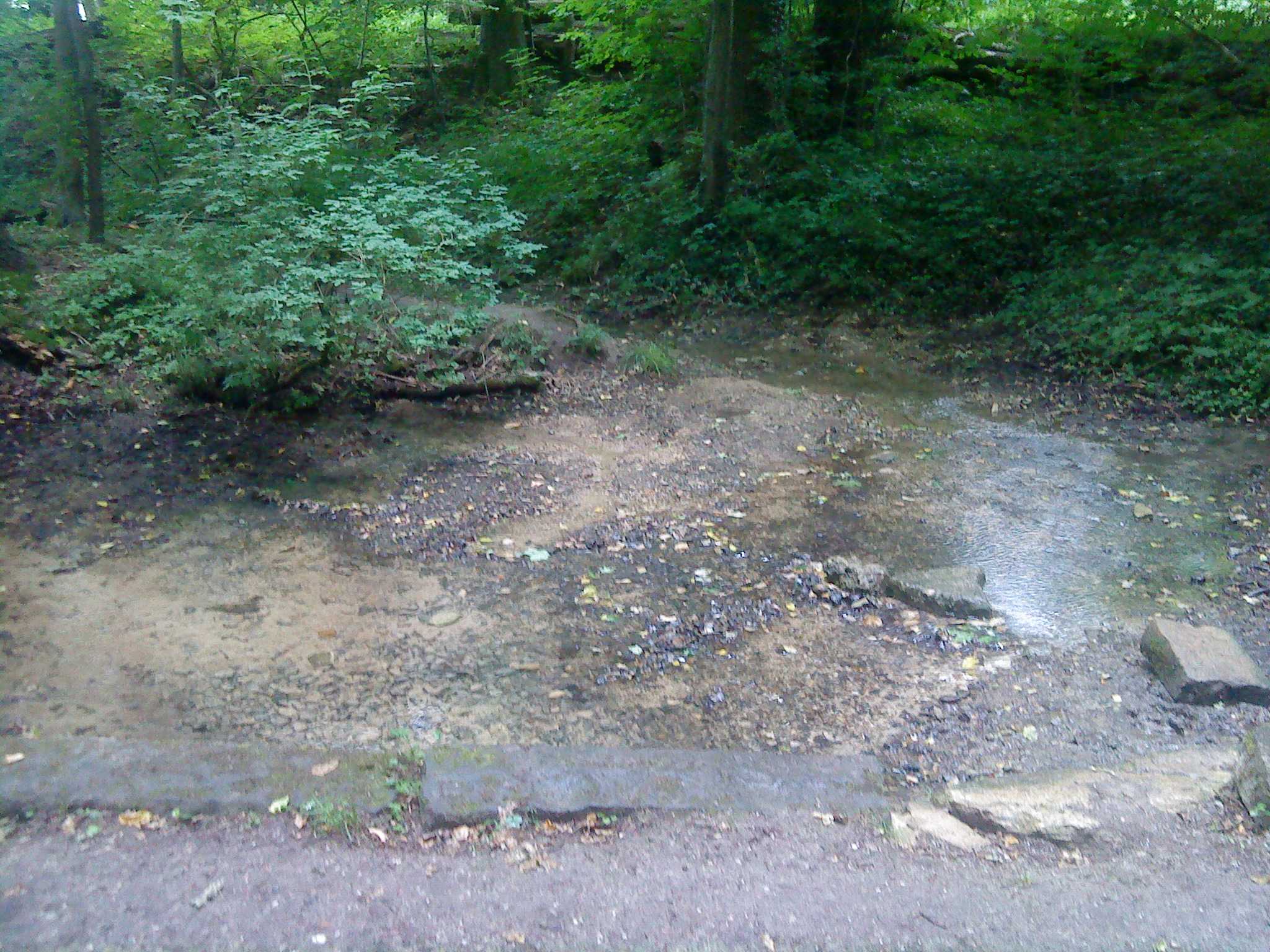
Eine weitere Quelle unterhalb der Abt-Fabricius-Quelle

Zwei weitere Quellen unterhalb der Abt-Fabricius-Quelle weisen ebenfalls eine starke Schüttung auf, die aber auch sehr schwanken kann. Die erste Quelle ist den Sturz- oder Sprudelquellen zuzuordnen. Die zweite stellt eine Besonderheit dar, da sie sich aus unterschiedlichen Quelltypen zusammensetzt. Sie besteht aus einer Sturz- und einer Tümpelquelle.
Nach dem Austritt aus diesen Quellen kann das Wasser mit derart kräftigem Druck in die Lutter laufen, dass am gegenüberliegenden Ufer Steilkanten und Auskolkungen anzutreffen sind.

### Kutscherloch

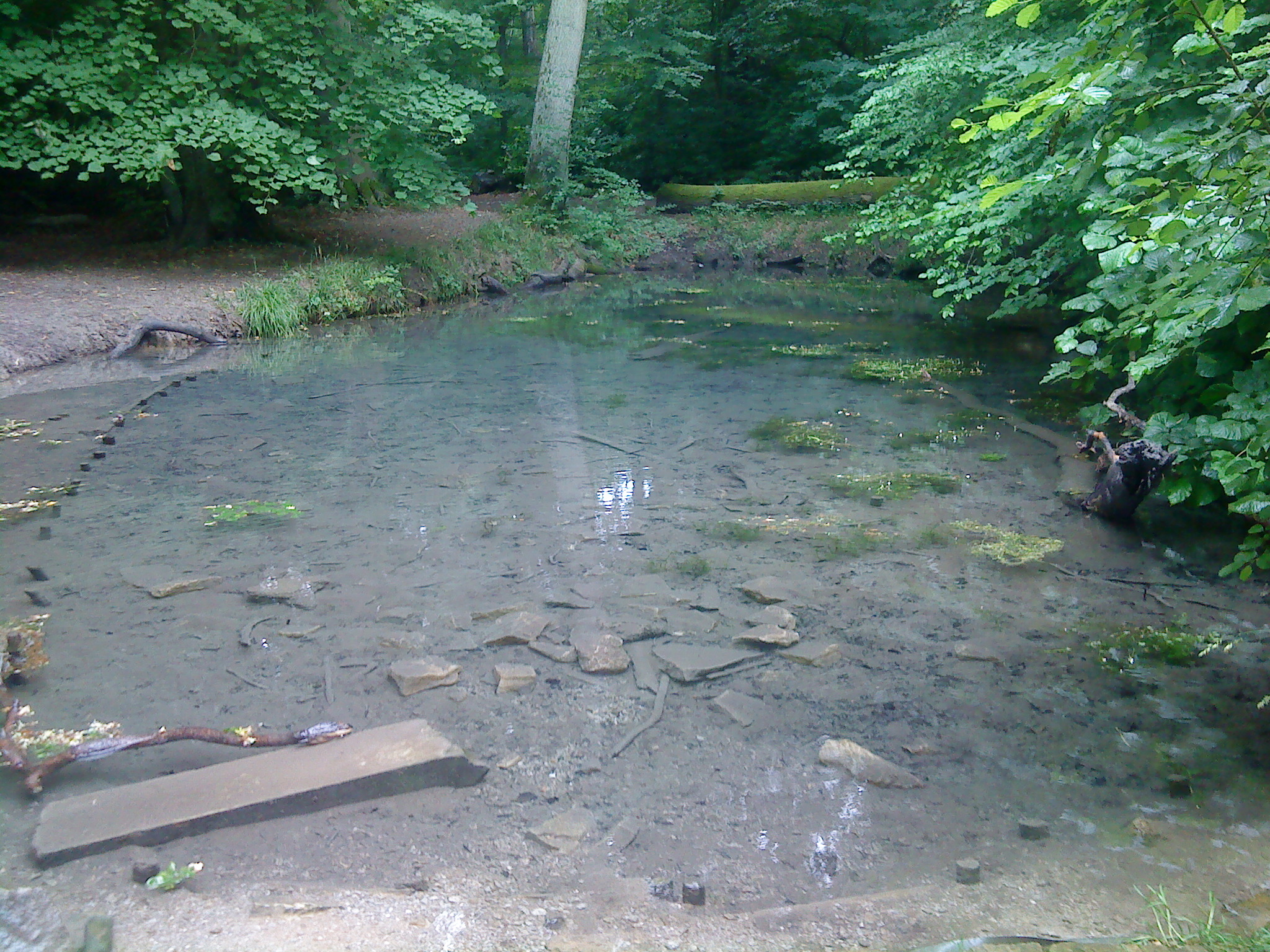
Das Kutscherloch

Der nördliche, letzte Quelltopf, das sogenannte Kutscherloch gehört zu den limnokrenen Quelltöpfen. Nach einer alten Ortssage soll im Mittelalter ein reicher Mann bei einem starken Gewitter mit seiner Kutsche vom Wege abgekommen und daraufhin in diesem Quelltümpel versunken sein.
Im Volksmund wurde dieses Unglück als Strafe dafür angesehen, dass der Mann die hölzerne Statue der heiligen Maria in der Liebfrauenkapelle verspottet hatte. Die Liebfrauenkapelle war ein ehemaliger Anbau des Kaiserdomes in Königslutter.
Auf der Wasseroberfläche des Kutscherloches sind Quellkreise zu beobachten. Der Tümpelboden ist zum Teil mit Wasserpflanzen bedeckt. Dies ist als Anzeichen für eine geringe Wasserströmung zu deuten.